# Eurolliga 2016-2017
La temporada 2016-17 de l'Eurolliga es va disputar del 13 d'octubre del 2016 al 21 de maig del 2017 i fou organitzada per la ULEB.
Aquesta va ser la 17a edició de la competició de l'era moderna de l'Eurolliga i la setena amb el patrocini de Turkish Airlines. Incloent la competició prèvia de la Copa d'Europa de la FIBA, és la 60a edició de la màxima competició del bàsquet masculí de clubs d'Europa.
Fou la primera temporada que es jugà sense el format de Top 16, en el seu lloc, es disputà una lliga regular de 30 jornades. Els vuit millors classificats van accedir als Playoffs (al millor de 5 partits) i finalment els guanyadors de les sèries van disputar la Final Four 2017.

## Equips
La competició tingué 11 equips amb una llicència permanent. A ells s'hi van afegir 3 guanyadors de lligues domèstiques, el guanyador de la ULEB Eurocup 2015-16 i 1 equip que va rebre una invitació d'un any per a jugar l'Eurolliga.
| Liga regular            | Liga regular              | Liga regular            | Liga regular              |
| ----------------------- | ------------------------- | ----------------------- | ------------------------- |
| Anadolu Efes (2n)       | Fenerbahçe (3r)           | Panathinaikos BC (2n)   | Estrella Roja (1r)        |
| CSKA Moscou (C) (1r)    | Saski Baskonia (6è)       | Reial Madrid (1r)       | Brose Baskets (1r)        |
| EA7 Milano (3r)         | Maccabi FOX Tel Aviv (3r) | BC Žalgiris Kaunas (1r) | Galatasaray Odeabank (3r) |
| FC Barcelona Lassa (2n) | Olympiakos BC (1r)        | UNICS Kazan (2n)        | Darüşşafaka Doğuş (4t)    |

Notes
- Els números entre parèntesis representen les posicions dels equips en les seves respectives lligues domèstiques, representant la classificació de l'equip després dels Playoffs finals.
- S'indica amb una (C) l'actual campió de la competició.

1. 1 2 3 4 5 6 7 8 9 10 11  Els equips amb llicència A, tenen la participació assegurada en totes les edicions de l'Eurolliga. Està basat en el ranking de clubs de l'Euroleague i altres regulacions. Després del limit de tres llicències A per pais que la ECA Shareholders Meeting va aprovar a Barcelona el 9 de juliol del 2014, l'Unicaja Málaga, l'equip amb llicència A de menor rang que participa a la Lliga Endesa perd la seva llicència.
2. 1 2 3  Rep una llicència B, essent l'equip millor classificat en les lligues domèstiques sense una llicència A.
3. ↑  El guanyador de l'ULEB Eurocup 2015-16 obté una llicència C. En cas d'obtenir la llicència B per la seva classificació domèstica, es convertiria en una targeta d'invitació.
4. ↑  Els equips que han rebut una targeta d'invitació.

## Lliga regular
| Pos. | Equips               | PJ | PG | PP | PF   | PC   | +/-  |
| ---- | -------------------- | -- | -- | -- | ---- | ---- | ---- |
| 1.   | Reial Madrid         | 30 | 23 | 7  | 2585 | 2353 | 232  |
| 2.   | CSKA Moscou          | 30 | 22 | 8  | 2608 | 2355 | 253  |
| 3.   | Olympiakos BC        | 30 | 19 | 11 | 2330 | 2221 | 109  |
| 4.   | Panathinaikos BC     | 30 | 19 | 11 | 2263 | 2187 | 76   |
| 5.   | Fenerbahçe           | 30 | 18 | 12 | 2256 | 2233 | 23   |
| 6.   | Anadolu Efes         | 30 | 17 | 13 | 2472 | 2467 | 5    |
| 7.   | Saski Baskonia       | 30 | 17 | 13 | 2445 | 2376 | 69   |
| 8.   | Darüşşafaka Doğuş    | 30 | 16 | 14 | 2358 | 2353 | 5    |
| 9.   | Estrella Roja        | 30 | 16 | 14 | 2203 | 2196 | 7    |
| 10.  | BC Žalgiris Kaunas   | 30 | 14 | 16 | 2350 | 2391 | -41  |
| 11.  | FC Barcelona Lassa   | 30 | 12 | 18 | 2134 | 2232 | -98  |
| 12.  | Galatasaray Odeabank | 30 | 11 | 19 | 2345 | 2475 | -130 |
| 13.  | Brose Baskets        | 30 | 10 | 20 | 2369 | 2404 | -35  |
| 14.  | Maccabi FOX Tel Aviv | 30 | 10 | 20 | 2333 | 2493 | -160 |
| 15.  | UNICS Kazan          | 30 | 8  | 22 | 2288 | 2408 | -120 |
| 16.  | EA7 Milano           | 30 | 8  | 22 | 2411 | 2606 | -195 |

## Fase final

### Playoffs
|    | Equip            | Resultat | Equip             | Partit 1 | Partit 2 | Partit 3 | Partit 4 | Partit 5 |
| -- | ---------------- | -------- | ----------------- | -------- | -------- | -------- | -------- | -------- |
| A. | Reial Madrid     | 3 – 1    | Darüşşafaka Doğuş | 83 - 75  | 80 - 84  | 88 - 81  | 89 - 78  | —        |
| B. | Panathinaikos BC | 0 – 3    | Fenerbahçe        | 58 - 71  | 75 - 80  | 61 - 79  | —        | —        |
| C. | Olympiacos BC    | 3 – 2    | Anadolu Efes      | 87 - 72  | 71 - 73  | 60 - 64  | 74 - 62  | 87 - 78  |
| D. | CSKA Moscou      | 3 – 0    | Saski Baskonia    | 98 - 90  | 84 - 82  | 90 - 88  | —        | —        |

### Final Four
La Final Four és l'etapa final de la competició, es va disputar entre el 19 i 21 de maig del 2017 al Sinan Erdem Dome de Istanbul..
|  | Semifinals    | Semifinals    |    |              | Final       | Final |
|  |               |               |    |              |             |       |
|  | 19 de maig    |               |    |              |             |       |
|  | Fenerbahçe    | 84            |    |              |             |       |
|  | Reial Madrid  | 75            |    |              |             |       |
|  |               |               |    |              |             |       |
|  |               |               |    |              | 21 de maig  |       |
|  |               |               |    |              | Fenerbahçe  | 80    |
|  |               | Olympiacos BC | 64 |              |             |       |
|  |               |               |    |              |             |       |
|  |               |               |    |              |             |       |
|  |               |               |    |              | Llocs 3 i 4 |       |
|  | 19 de maig    | 19 de maig    |    | 21 de maig   | 21 de maig  |       |
|  | CSKA Moscou   | 78            |    | Reial Madrid | 70          |       |
|  | Olympiacos BC | 82            |    |              | CSKA Moscou | 94    |

| Campions Eurolliga 2017 |
| ----------------------- |
| Fenerbahçe 1r títol     |